# Scolopax minor
La beccaccia americana (Scolopax minor, Gmelin 1789) è un uccello della famiglia degli Scolopacidae dell'ordine dei Charadriiformes.

## Sistematica
Scolopax minor non ha sottospecie, è monotipica.

## Distribuzione e habitat
Questa beccaccia vive nel Nord America centro-orientale, dal Canada al Messico, ma è presente anche in California e sul versante occidentale del Messico.